# 지쿠사정 (아이치현)
지쿠사정(千種町)은 아이치현 아이치군에 설치되었던 정이다. 현재의 나고야시 지쿠사구 서부에 해당한다.